# Trio Mocotó
Trio Mocotó é uma banda brasileira de samba-rock.

## História
O Trio Mocotó foi formado em 1968 na Boate Jogral, onde Fritz Escovão, João Parahyba e Nereu Gargalo trabalhavam. Na época, a boate paulistana era o grande ponto de encontro da música brasileira e os três contratados da casa trabalhavam como banda de apoio para nomes como Clementina de Jesus, Nelson Cavaquinho, Cartola, Paulo Vanzolini, Manezinho da Flauta, além das históricas "canjas" com artistas brasileiros e outros visitantes estrangeiros como Tommy Flanagan, Duke Ellington, Oscar Peterson, Earl Hines, Jon Carter, Michel Legrand e Dizzy Gillespie. Entre 2003 e 2024, o grupo foi formado por João Parahyba Nereu Gargalo e Skowa, substituindo Fritz Escovão. Com o falecimento de Skowa em junho de 2024, Melvin Santhana assumiu as guitarras do grupo.
Em uma infeliz coincidência, em outubro de 2024 faleceu Fritz Escovão (Luiz Carlos de Souza Muniz).

### O samba-rock
Uma dessas canjas começou a se tornar frequente: Jorge Ben no violão, Fritz na cuíca, Nereu no pandeiro e Joãozinho com sua mistura de timba e bateria. Nessa época Jorge Ben estava morando em São Paulo e estava sem gravadora. A batida que nasceu desse encontro, se transformou em marca registrada e levou Jorge Ben e o trio definitivamente ao estrelato. E foi essa batida que deu origem ao samba-rock. No próprio Jogral, Jorge e o trio assinaram com a Philips para a gravação de seu novo disco. O trio acompanhou Jorge em praticamente todas as faixas incluindo Que Pena, Domingas, Take it Easy my Brother Charles e País Tropical.
No final dos anos 1970, com a febre da música disco no Brasil, diminuiu muito a demanda por apresentações de bandas como o Trio Mocotó.

### O nome

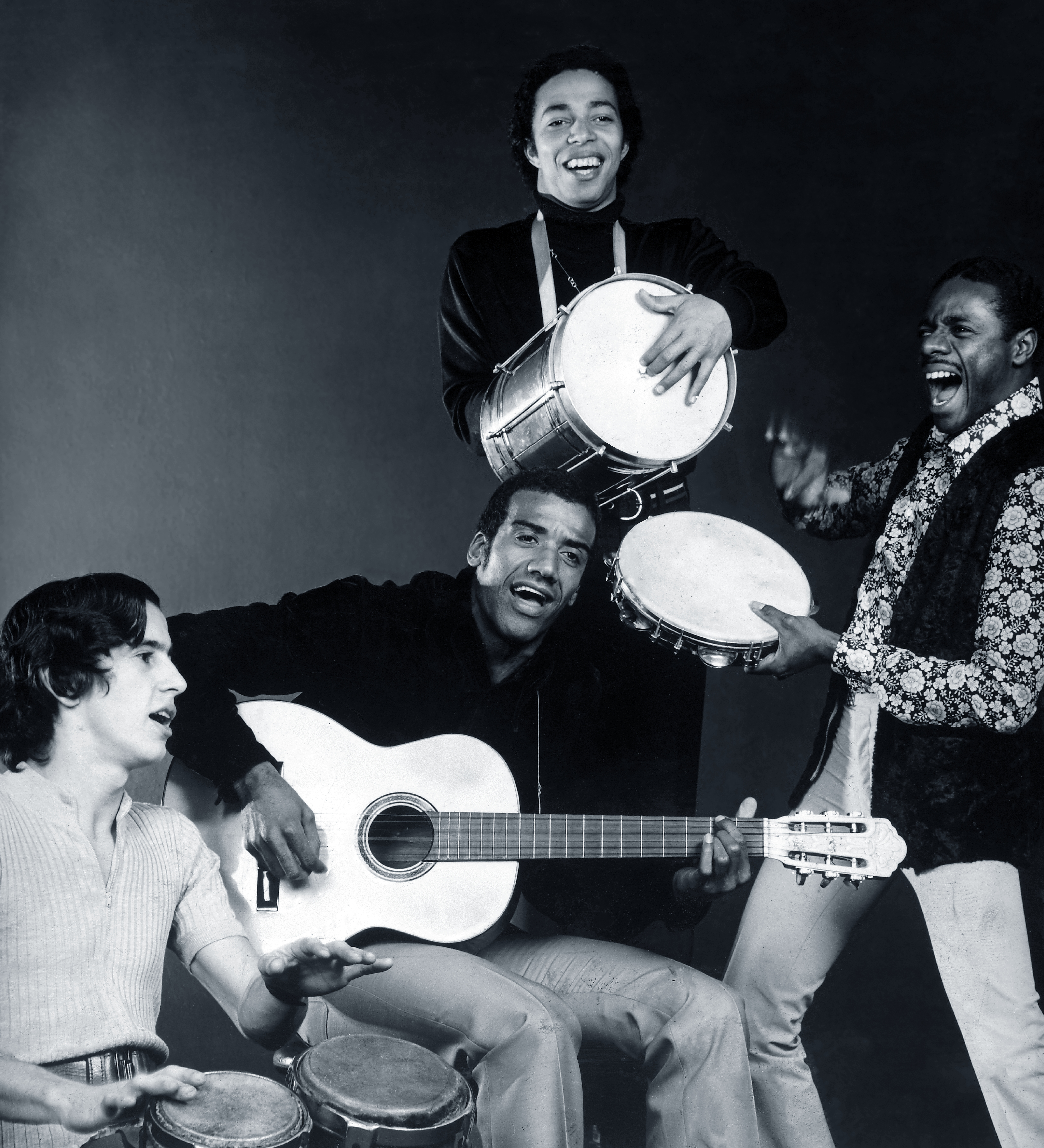
Jorge Ben e o Trio Mocotó no Teatro da Lagoa em 1969.

No ano de 1969 a moda havia, literalmente, descoberto a perna feminina, subindo as saias bem acima dos joelhos. Enquanto a minissaia escandalizava em seu sucesso, o joelho feminino ganhava um apelido: mocotó. Como o trio estava sempre brincando com a gíria nova e comentando as belas moças de "mocotós" expostos que frequentavam o Jogral, começaram a ser chamados informalmente de Trio Mocotó. A gíria "oficial" escondia também uma brincadeira de artistas como Wilson Simonal que frequentavam o Jogral. O mocotó, para eles, podia designar tanto o joelho, quanto partes íntimas femininas. A partir daí, Jorge Ben compôs "Eu também quero mocotó" com título de duplo sentido. No mesmo ano o nome do grupo teve de ser oficializado por causa da participação no Festival Internacional da Canção. Os três subiram ao palco ao lado de Jorge e defenderam "Charles, Anjo 45" debaixo das vaias de um Maracanãzinho lotado. O próprio Jorge já havia composto a música "Eu Também Quero Mocotó", que foi defendida no mesmo festival por Erlon Chaves e a Banda Veneno com Jorge e o Trio Mocotó como convidados. Além disso, o Trio Mocotó participou da antológica gravação de Toquinho e Vinicius de Moraes da música "A Tonga da Mironga do kabuletê", e de Chico Buarque em "Samba de Orly", do disco "Construção", de 1971.

## Formação atual
- João Parahyba
- Nereu Gargalo
- Melvin Santhana

## Álbuns
- 1971: Muita Zorra! Ou São Coisas Que Glorificam a Sensibilidade Atual
- 1971: On Stage with Jorge Ben - Live in Japan
- 1973: Trio Mocotó
- 1975: Trio Mocotó
- 2001: Samba Rock
- 2004: Beleza! Beleza!! Beleza!!!

## Na cultura popular
Há uma menção ao Trio Mocotó durante a exibição do filme americano The Barnyard, de 2006, na dublagem brasileira, sendo representado por 3 personagens da história, que também eram um trio.